# Cresmatoneta mutinensis
Cresmatoneta mutinensis är en spindelart som först beskrevs av Giovanni Canestrini 1868.  Cresmatoneta mutinensis ingår i släktet Cresmatoneta och familjen täckvävarspindlar. Utöver nominatformen finns också underarten C. m. orientalis.